# Ptychomitrium subcylindricum
Ptychomitrium subcylindricum är en bladmossart som beskrevs av Thériot 1937. Ptychomitrium subcylindricum ingår i släktet atlantmossor, och familjen Ptychomitriaceae. Inga underarter finns listade i Catalogue of Life.